# زيت الساليكورنيا
زيت الساليكورنيا هو زيت مشتق من بذور الساليكورنيا بيجيلوفي وهو نبات ملحي (نبات يعيش بالشواطى البحريه) موطنه المكسيك.
أيد الباحث كارل هودجز استخدام الساليكورنيا كمحصول زيتي في مقال نشرته صحيفة نيويورك تايمز عام 1991. في الآونة الأخيرة واصل هودجز وفريقه عملهم في المكسيك لري الحقول بمياه البحر في المزارع بالقرب من خليج كاليفورنيا. تحتوي بذور الساليكورنيا على 30٪ زيت بالوزن مقارنة بـ 17-20٪ لفول الصويا. يحتوي الزيت نفسه على 72٪ حمض اللينوليك، وهو ما يمكن مقارنته بزيت العصفر.